# Џон Бари (комодор)
Џон Бари (енгл. John Barry; Такумшејн, 25. март 1745 — Филаделфија, 13. септембар 1803) био је амерички комодор.
Почетком Америчког рата за независност (1775—1783) примљен је у ратну морнарицу као капетан трговачке морнарице. У рату се истакао кад је као командант брика Lexington заробио 1776. године британски брод Edward (прву призу), затим као командант одреда чамаца уништавањем британских батерија у Филаделфији и нападима на противников саобраћај у заливу и реци Делавер. Потом као командант фрегате Alliance с успехом учествује у крстаричком рату. У борбама с алжирским гусарима командовао је 1794. године фрегатом United States , а у Америчко-француском поморском рату (1798—1801), свим поморским снагама у Америчком средоземном мору. За ратне заслуге и заслуге у изградњи ратне морнарице добио је почасни чин комодора и титулу Отац наше морнарице.